# آبشار بدلان

آبشار بدلان در ۲۱ کیلومتری شهرستان خوی در روستای بدلان واقع گردیده است. نام اصلی آن آبشار قیزیل چیر هست. نرسیده به روستای بدلان از میان باغ‌های سر سبز بویژه گردو باید بگذرید. البته ۴۰۰ متر مانده به آبشار بعلت ماسه زار بودن مسیر باید خودروی خود را پارک و پیاده حرکت کنید. این آبشار در ارتفاع ۱۳ متری واقع گردیده است. کنار آبشار غار کوچکی قرار دارد که از کنار آن معبر تنگی می‌تواند شما را به بالای آبشار برساند؛ که رود آبشار در آن جاری است. اگر کمی جلوتر بروید خواهید دید که در طول هزاران سال این رود باعث فرسایش سنگ‌ها به عمق نود متر و ایجاد شکافی تنگ بین کوه گردیده و در حقیقت کوه را به دو تکه تقسیم نموده است. در کنار آبشار سنگ یادبودی به نام میرناصر مقبره وجود دارد که در سال ۱۳۷۸ در این مکان دچار سانحه و درگذشت. درختچه‌های کوچکی در کنار آبشار روییده است که زیبایی خاصی به آن می‌بخشد. برای رفتن به این آبشار تمام خودروهای معمولی توانایی مسیر پیمایی را دارند.